# Sarah Agor
Sarah Danielle Agor (Marlboro, 21 de abril de 1985) é uma atriz e produtora cinematográfica norte-americana.

## Vida e carreira

### Primeiros anos e educação
Agor nasceu em 1985 na localidade de Marlboro, Condado de Monmouth, em Nova Jérsei, filha de Monica C. Agor e Alexander Agor. Estudou teatro e cinema no Conservatório Stella Adler em Nova Iorque e no The Second City em Chicago. Formou-se na Universidade de Chicago.

### Carreira
Ela iniciou sua carreira artística por volta de 2007, desempenhando um papel regular em Roommates, a primeira websérie do Myspace. Em 2008, participou do reality Scream Queens, transmitido pelo VH1. Entre seus trabalhos no cinema, estão diversos curtas-metragens, como You Got This (2013) e Never Gonna Break (2013), e os longas Charlotte e WTF!, ambos lançados em 2017. Agor também é produtora e interpreta a personagem Sophie Cane no jogo eletrônico Twisted Metal. Entusiasta de produções do gênero terror, ela fundou e apresentou em 2012 o L.A. Horrorfest, uma conferência para cineastas de terror independentes.

### Vida pessoal
A atriz reside em Los Angeles. Casou-se em 2013, em cerimônia realizada em um templo judaico de North Brunswick (Nova Jérsei), com Lane Nussbaum, que é advogado e proprietário da West Coast Law, uma imobiliária em Agoura Hills, Califórnia.

## Filmografia

### Cinema
| Ano  | Título                              | Papel                     | Notas                         | Ref.   |
| ---- | ----------------------------------- | ------------------------- | ----------------------------- | ------ |
| 2007 | Spoonfed                            | Bridgette                 | Curta-metragem                | [ 2 ]  |
| 2007 | Multiple Choice                     | Jackie                    | Curta-metragem                | [ 5 ]  |
| 2008 | Line of Fire                        | Sarah                     | Curta-metragem                | [ 6 ]  |
| 2008 | Foreign Exchange                    | Francesa Laurent          |                               | [ 7 ]  |
| 2008 | Mostly Ghostly                      | Estudante                 |                               | [ 8 ]  |
| 2008 | Six Gun                             | Olivia                    |                               | [ 8 ]  |
| 2009 | Sex Pot                             | Julie                     |                               | [ 2 ]  |
| 2010 | Miss Nobody                         | Garota da escola católica |                               | [ 9 ]  |
| 2010 | #1 Cheerleader Camp                 | Marley                    | Diretamente em vídeo          | [ 7 ]  |
| 2010 | Hatchet II                          | Brittany                  |                               | [ 7 ]  |
| 2010 | Hanna's Gold                        | Kelly                     |                               | [ 8 ]  |
| 2010 | T.V.                                | Tracy Macey               | Curta-metragem                | [ 3 ]  |
| 2011 | Love Addict                         | Relatadora de experiência | Documentário                  | [ 8 ]  |
| 2011 | Blood Canvas                        | Molly                     | Filme coletivo                | [ 10 ] |
| 2011 | Anti People                         | Anali                     | Curta-metragem                | [ 11 ] |
| 2011 | Nefarious: Merchant of Souls        | Ela mesma                 | Documentário                  | [ 12 ] |
| 2012 | Celebrity Sex Tape                  | Jeanette                  |                               | [ 9 ]  |
| 2012 | The Lost Episode                    | Alyssa                    | Não creditada                 | [ 9 ]  |
| 2012 | A Night at the Silent Movie Theater | Sally                     |                               | [ 2 ]  |
| 2012 | You Got This!                       | Lauren                    | Curta-metragem                | [ 1 ]  |
| 2013 | Never Gonna Break                   | Charmaine                 | Curta-metragem                | [ 1 ]  |
| 2014 | Power Trip                          | Prostituta                | Curta-metragem                | [ 13 ] |
| 2014 | Death of a Loved One                | Alex                      | Curta-metragem                | [ 14 ] |
| 2015 | My BFF                              | Katie                     | Curta-metragem; produtora     | [ 15 ] |
| 2015 | Embedded                            | Ana                       | Curta-metragem                | [ 2 ]  |
| 2017 | Do You See Me                       | Sarah                     |                               | [ 2 ]  |
| 2017 | Charlotte                           | Katie                     | Segmento: "My BFF"; produtora | [ 9 ]  |
| 2017 | WTF!                                | Lisa                      |                               | [ 2 ]  |
| 2018 | Demon Protocol                      | Silver                    |                               | [ 2 ]  |
| 2018 | Remote Viewing                      | Mulher misteriosa         |                               | [ 7 ]  |
| 2020 | Conjure X                           | My BFF                    | Filme coletivo                | [ 9 ]  |

### Televisão
| Ano     | Título                                      | Papel            | Notas                              | Ref.   |
| ------- | ------------------------------------------- | ---------------- | ---------------------------------- | ------ |
| 2007    | The Minor Accomplishments of Jackie Woodman | Candy Clerk      | Episódio: "Jackie Meets Her Match" | [ 9 ]  |
| 2007    | AtomFilms Web Project                       | Missy            | 3 episódios                        | [ 9 ]  |
| 2008    | Scream Queens                               | Ela mesma        | Primeira temporada                 | [ 4 ]  |
| 2008    | The Young and the Restless                  | Cliente hipster  | 1 episódio                         | [ 16 ] |
| 2009    | James Gunn's PG Porn                        | Garota no ônibus | Episódio: "Helpful Bus"            | [ 17 ] |
| 2010    | 1000 Ways to Die                            | Maria            | Mocumentário                       | [ 18 ] |
| 2011-18 | Comedy Sketch TV Time, Okay?                | Vários           | Elenco regular                     | [ 9 ]  |
| 2012    | The Todd Akin Apologies                     |                  | 3 episódios; produtora             | [ 9 ]  |
| 2015    | Work Related                                | Kim              | Episódio: "1of5"                   | [ 9 ]  |

### Jogos eletrônicos
| Ano  | Título         | Papel                     | Notas                 | Ref.   |
| ---- | -------------- | ------------------------- | --------------------- | ------ |
| 2012 | Twisted Metal  | Sophie Kane / Sweet Chick |                       | [ 1 ]  |
| 2018 | Secret of Mana | Mara                      | Voz; versão em inglês | [ 19 ] |

### Web
| Ano     | Título                          | Papel             | Notas                                       | Ref.   |
| ------- | ------------------------------- | ----------------- | ------------------------------------------- | ------ |
| 2007-08 | Roommates                       | The Shaz          | Recorrente; websérie                        | [ 3 ]  |
| 2010    | Shane Dawson TV                 | Amy Johnson       | Episódio: "Ghetto Prom from Hell"; websérie | [ 20 ] |
| 2013    | The Interrogationists           | Neve St. Hewitt   | Episódio: "Oh the Horror"; websérie         | [ 21 ] |
| 2019    | The Carlötta Beautox Chronicles | The Spirit Cougar | Podcast                                     | [ 22 ] |
| 2020-21 | Quarantine Leap                 | Sarah             | 2 episódios                                 | [ 23 ] |